# امجد عطوان
امجد عطوان (انگلیسی: Amjad Attwan؛ زادهٔ ۱۲ مارس ۱۹۹۷) یک بازیکن اهل عراق است. او عضو تیم ملی عراق است. وی عضو باشگاه زاخو عراق است این باشگاه در لیگ ستارگان عراق قرار دارد .
از باشگاه‌هایی که در آن بازی کرده‌است می‌توان به کربلا، الشرطه، تیم ملی فوتبال زیر ۲۳ سال عراق، و تیم ملی فوتبال عراق اشاره کرد.
وی همچنین در تیم‌های ملی فوتبال Iraq U-23 تیم ملی فوتبال عراق بازی کرده است.